# Silnice II/295
Silnice II/295 je krkonošská silnice II. třídy spojující silnici II/293 se Špindlerovým Mlýnem. Délka silnice je asi 25 kilometrů.

## Vedení
Silnice II/295 začíná na křižovatce s II/293 v severní části obce Studenec zvané Na Špici. Silnice II/293 zde pokračuje rovně směrem na Jilemnici, ale silnice II/295 odbočuje doprava směrem na Vrchlabí přes obec Dolní Branná. V obci Dolní Branná u obecního úřadu silnice III/2953 odbočuje doprava směrem na Hostinné. O několik metrů dál před železničním přejezdem odbočuje silnice III/2954. Na obou křižovatkách silnice II/295 pokračuje přímo směr Vrchlabí. Za oběma křižovatkami se silnice II/295 kříží s železniční tratí 040. U benzínové pumpy Benzina na kruhovém objezdu na okraji Vrchlabí se silnice kříží se silnicí I/14. Silnice II/295 zde pokračuje na druhém výjezdu z kruhového objezdu směrem na Strážné a Špindlerův Mlýn po vrchlabském obchvatu. Od vrchlabského obchvatu je nutné mít v zimních měsících sněhové řetězy. Za obchvatem v místní části Hořejší Vrchlabí silnice III/2956 odbočuje doprava do kopce po tzv. „Kamenné cestě“ přes Strážné k lomu až do obce Lánov. Silnice II/295 pokračuje podél řeky Labe proti proudu až do Špindlerova Mlýna, kde silnice II/295 končí.
Do roku 1997 byla silnice vedena až na hranice na Špindlerovku, tento úsek se ale stal místní komunikací.

## Rekonstrukce
V březnu 2015 začala rozsáhlá rekonstrukce silnice II/295 mezi Studencem a Vrchlabím, prováděná v rámci státní dotace na rozšíření závodu Škoda Auto ve Vrchlabí. V prosinci 2015 byl zprovozněn rekonstruovaný úsek ze Studence do Dolní Branné, jehož součástí je nově zřízený stoupací pruh a úprava směrových poměrů v úseku mezi Studencem a Zálesní Lhotou.